# اللواء 1 مشاة جبلي (اليمن)
اللواء الأول مشاة جبلي هو لواء مشاة يمني يتبع قوات العمليات الخاصة في قوات الاحتياط الإستراتيجي (اليمن) . يتمركز اللواء حالياً في «معسكر الأستقبال (ضلاع همدان)».

## القادة
| م | القائد                              | بداية         | نهاية | المدة |
| - | ----------------------------------- | ------------- | ----- | ----- |
| 1 | العميد الركن علي محمد الفقيه        | 10 أبريل 2013 |       |       |
| 2 | العميد الركن محمد محمد أحمد الجرادي | 10 أبريل 2013 | حالياً |       |